# Vancouver (album)
Pour les articles homonymes, voir Vancouver (homonymie).
Albums de Véronique Sanson
Le maudit
(1974) Live at the Olympia
(1976)
Singles
1. Vancouver / Redoutable
Sortie : 1976

Vancouver est le quatrième album studio de la chanteuse Véronique Sanson. Cet album a été certifié disque de platine pour plus de 400 000 exemplaires vendus en France.

## Titres
| No | Titre                      | Durée |
| -- | -------------------------- | ----- |
| 1. | Vancouver                  | 4:03  |
| 2. | When We're Together        | 2:52  |
| 3. | Redoutable                 | 2:48  |
| 4. | Donne-toi                  | 3:02  |
| 5. | Une maison après la mienne | 3:12  |
| 6. | Étrange comédie            | 3:57  |
| 7. | Sad Limousine              | 3:48  |
| 8. | Tu sais que je t'aime bien | 3:41  |
| 9. | Full Tilt Frog             | 2:55  |

## Crédits
- Paroles et musique : Véronique Sanson sauf Une maison après la mienne paroles et musique : Violaine Sanson
- Enregistrement : Studio Trident - Janvier 1976
- Ingénieur du son : Jerry Smith
- Assistants : Geoff Leach, Julian Taylor, Steve Tayler
- Musiciens : Véronique Sanson, Paul Keogh, Simon Smith, Barry Morgan, Ray Russel, Christian Padovan, Isaac Gillery, Alain Salvati, Moe Foster, Ray Cooper
- Cordes : The Moutain Fjord Orchestra (Leader : Gavyn Wright)
- Production : Bernard Saint-Paul pour WEA Filipacchi Music
- Arrangements : Véronique Sanson, Michel Bernholc

Il est à noter que le refrain de la chanson Sad Limousine est un plagiat involontaire[réf. nécessaire] du morceau Break d'Aphrodite's Child paru sur l'album 666.

## Singles
- Vancouver/Redoutable - 1976
- Vancouver/Sad Limousine - 1976 Canada
- Une maison après la mienne/Sad Limousine - 1976 Japon